# Mundongo
Mundongo (ou Mondongo, Mongonge) est un village du Cameroun situé dans le département de la Meme et la Région du Sud-Ouest. Il fait partie de la commune de Mbonge.

## Population
On y a dénombré 121 personnes en 1953, puis 120 en 1967, principalement des Bamboko.
Lors du recensement national de 2005, la localité comptait 514 habitants.